# 奈拉納號船艦 (1917年)
奈拉納號船艦 （英語：HMS Nairana）是一艘在1917年由英國皇家海軍徵用為水上飛機母艦的客輪。 它在1914年開始建造，但因爲第一次世界大戰暫停建造。最後於1915年完工。後來，它加入了大艦隊，並在1918至1919年協助英方參與俄國内戰。
奈拉納號船艦其後在1921年返回原本的船公司，並在餘下的27年於塔斯馬尼亞和墨爾本之間的航綫運行，提供客運及貨運服務。它兩度在巴斯海峽遇上巨浪，並幾乎沉沒。奈拉納號是唯一一艘運行在巴斯海峽之間，而且沒被徵調去參加第二次世界大戰的船艦，因此成爲唯一在二戰時服務塔斯馬尼亞的客輪。船艦在1948年停止使用，並在1953-54年被拆掉。

## 背景

### 原始設計
1913年12月，澳大利亞航運公司哈特·帕克和英國造船商威廉·丹尼兄弟開始製造一些具有貨運能力的客船，並在澳大利亞沿海服務。 航運公司希望改善他們早期製造的渡輪SS Loongana。於是哈特·帕克設計了吃水深度為14英尺（4.3米）、能承載800噸貨物（DWT）、並可以連續12小時保持36.1公里/小時運行速度的船。 該船於1914年1月22日被下令製造，造價為129,830英鎊，於1915年5月完成。它被命名為奈拉納（Nairana）（澳大利亞原住民的語言意思是“金鷹”或“太陽之鷹”）。
奈拉納號有280個頭等座位、112個二等座位 ；容納68名船員和25名司爐。 總長328英尺（100.0），闊45英尺6英寸（13.9米），高14英尺7英寸（4.4米）排水量3,479長噸（3,535公噸） 。
該船於1915年6月21日，延遲了九個月後，在蘇格蘭鄧巴頓的丹尼造船廠下海。英國皇家海軍用了價格138,118英鎊於1917年2月27日購買了該船，把它改成一架戰機和水上飛機母艦。

### 軍事用途

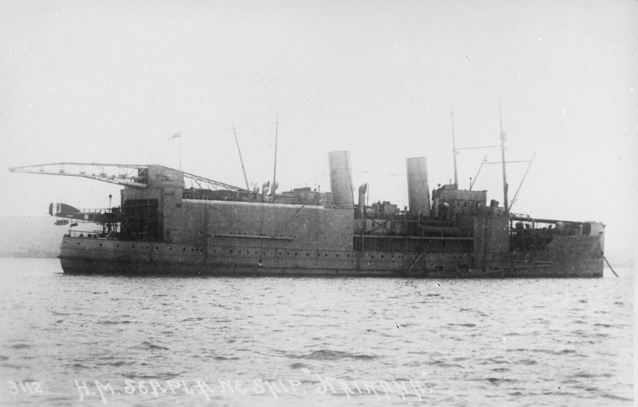
1918 年的奈拉納號船艦

戰時期間，它載運了Beardmore W.B.III、Fairey Campania、Short Type 184、Sopwith Baby、Pup和2F1 Camel戰機去參戰。

## 船艦生涯

### 軍事服務
在1917年8月25日試運行後，船艦被分配到大艦隊的戰鬥巡洋艦部隊，載有四架短型184飛機和四架Beardmore W.B.III型飛機。
在1918年，奈拉納號參加了俄國的戰爭，幫助英國干預俄羅斯內戰。 8月1日，它參加了歷史上第一次結合的海、陸、空的軍事行動。

### 客輪服務
英國政府在一戰後把奈拉納號賣回威廉·丹尼兄弟，在1921年3月回到墨爾本，並於1921年4月18日開始了她的第一次在巴斯海峽的服務。它在墨爾本註冊，並被賦予編號143765和代碼THPM。它在接下來的26年經營從朗塞斯頓，德文港和伯爾尼到墨爾本的航綫。1928年1月24日晚上，它受到巨浪撞擊，幾乎沉沒，一名女人在登上朗塞斯頓時已經病死了。

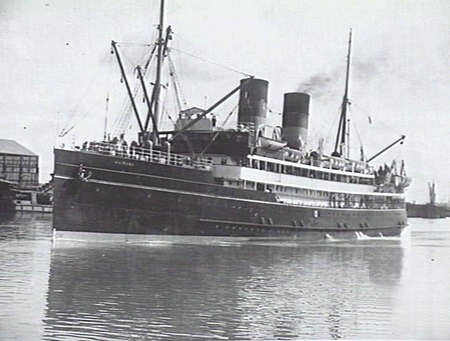
在巴斯海峽的奈拉納號

除了客運服務，奈拉納還在塔斯馬尼亞和澳洲大陸之間運送貨物，包括金條和活畜。 在1934年，它的代碼更改為VJGY。 奈拉納號於1935年12月因船員罷工而退役，在新的一年裡重新服役。 在1936年4月12日接近菲利普港時，它再次被巨浪擊中，傷害了88名乘客中的大多數，四名乘客死亡。
奈拉納號在1944年2月至4月期間在鸚鵡島進行了最後一次大修。12月31日，它的船長死亡。奈拉納號於1948年2月13日至14日進行最後一次航行，最後她在墨爾本退役。

## 後來發展
奈拉納號退役後，它的紀念牌匾照片在新西蘭惠靈頓市海洋博物館和塔斯馬尼亞朗塞斯頓海事博物館上展出。

### 腳註
1. ↑  Lyon，第679頁.
2. ↑  Davis，第38, 110, 118頁.
3. ↑  Plowman，第65頁.
4. ↑  Plowman，第84頁.
5. ↑  Plowman，第95頁.